# チャールズ・ダーウィン
チャールズ・ロバート・ダーウィン（英: Charles Robert Darwin [ˈdɑːrwɪn]、1809年2月12日 - 1882年4月19日）は、イギリスの自然科学者、生物学者、地質学者。
種の形成理論を構築し進化生物学を発表し、全ての生物種が共通の祖先から長い時間をかけて、彼が自然選択と呼んだプロセスを通して進化したことを明らかにした。
進化の事実は存命中に科学界と一般大衆に受け入れられた一方で、自然選択の理論が進化の主要な原動力と見なされるようになったのは1930年代であり、自然選択説は現在でも進化生物学の基盤の一つである。また彼の科学的な発見は修正を施されながら生物多様性に一貫した理論的説明を与えながら、現代生物学の基盤をなしている。
進化論の提唱の功績から今日では生物学者と一般的に見なされる傾向にあるが、自身は存命中に地質学者を名乗っており、現代の学界でも地質学者であるという認識が確立している。

## 概要
エディンバラ大学で医学、ケンブリッジ大学でキリスト教神学を学んでいるときに自然史への興味を育んだ。5年にわたるビーグル号での航海によって、チャールズ・ライエルの斉一説を理論と観察によって支持し、著名な地理学者となった。またその航海記によって人気作家としての地位を固めた。ビーグル号航海で集めた野生動物と化石の地理的分布は彼を悩ませ、種の変化の調査へと導いた。そして1838年に自然選択説を思いついた。そのアイディアは親しい数人の博物学者と議論されたが、より広範な研究に時間をかける必要があると考えた。
理論を書き上げようとしていた1858年にアルフレッド・ラッセル・ウォレスから同じアイディアを述べた小論を受け取った。2人の小論は即座に共同発表された。1859年の著書『種の起源』は、自然の多様性のもっとも有力な科学的説明として進化の理論を確立した。1871年の『人間の進化と性淘汰』、続く1872年『動物と人間の感情表現』では人類の進化と性選択について論じた。植物に関する研究は一連の書籍として出版され、最後の研究はミミズが土壌に与える影響について論じている。
ダーウィンの卓越性は認められ、19世紀において王族以外で国葬が執り行われた1人となった。ウェストミンスター寺院でジョン・ハーシェルとアイザック・ニュートンの隣に埋葬されている。2002年BBCが行った「100名の最も偉大な英国人」投票で第4位となった。

## 経歴

### 生い立ち
1809年2月12日にイングランドのシュロップシャー州シュルーズベリーにて、裕福な医師で投資家だった父ロバート・ダーウィンと母スザンナ・ダーウィンの間に、6人兄弟の5番目の子供（次男）として生まれた。父方の祖父は高名な医師・博物学者であるエラズマス・ダーウィンであり、母方の祖父は陶芸家・企業家であるジョサイア・ウェッジウッドである。
祖父同士は博物学者として、父ロバートと叔父ジョサイア2世（母スザンナの弟）は実業家としてダーウィン家とウェッジウッド家の関係は親密であり、両親など数組の婚姻が結ばれ、近しい姻戚関係にあった。母スザンナはダーウィンが8歳のときに没し、キャロラインら3人の姉が母親代わりをつとめた。ロバートは思いやり深かったが、妻の死によって厳格さを増し、子供たちには厳しく接することもあった。
ウェッジウッド家はダーウィンの誕生当時はすでに英国国教会を受け入れていたが、両家とも、もともとはおもにユニテリアン教会の信徒だった。ダーウィン家はホイッグ党の急進的でリベラルな考え方に同調していた。一族の男性は密かな自由思想家で非宗教的だったが、父ロバートはしきたりに従って子どもたちに英国国教会で洗礼を受けさせた。しかしダーウィンは兄妹や母とともにユニテリアンの教会へ通った。

### 幼少期

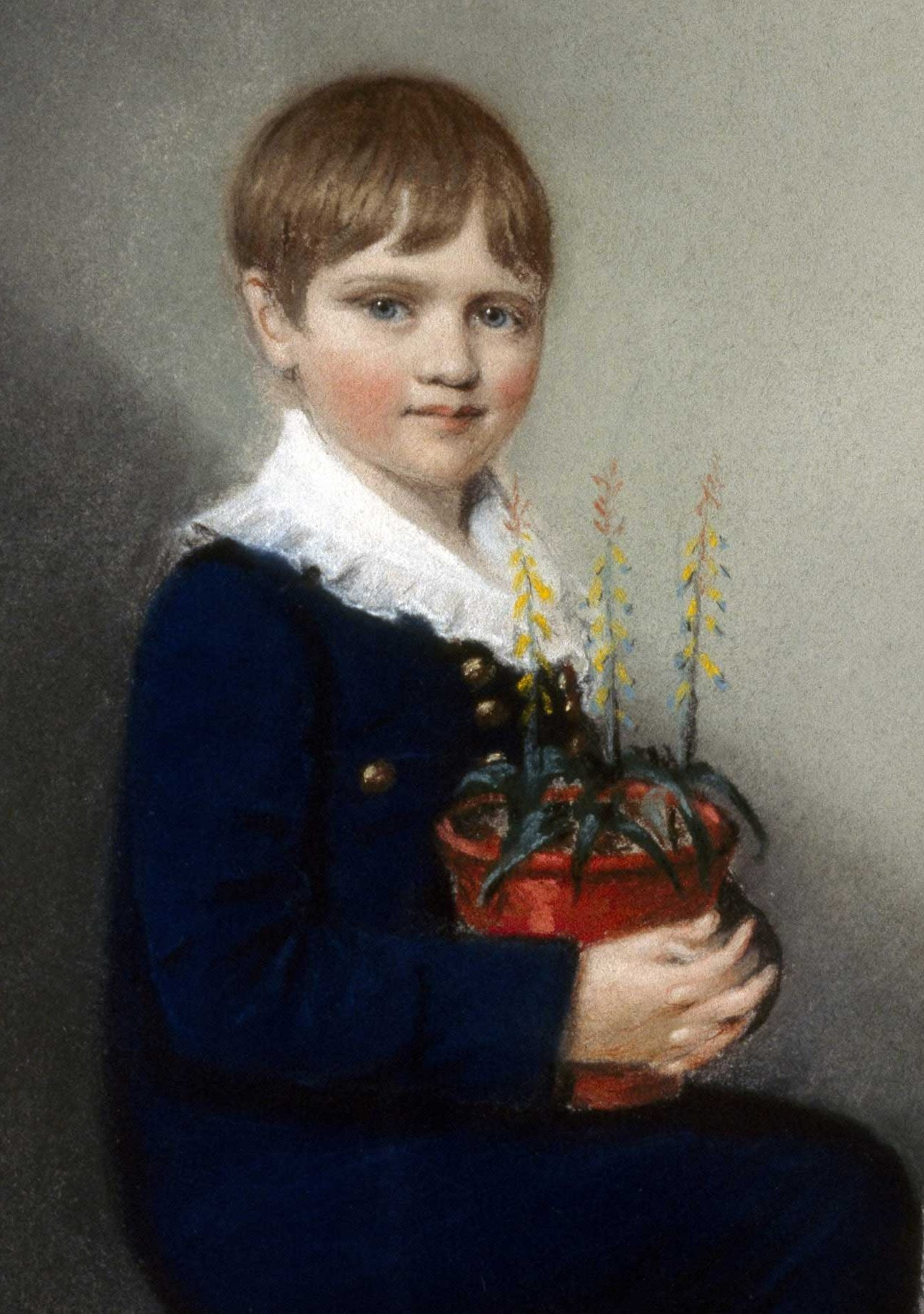
7歳のチャールズ・ダーウィン。母が死去する1年前。

子供のころから博物学的趣味を好み、8歳のときには植物・貝殻・鉱物の収集を行っていた。父ロバートは祖父とは異なり博物学に興味はなかったが、園芸が趣味だったため幼少のダーウィンは自分の小さな庭を与えられていた。
また、祖父と同名の兄エラズマスは化学実験に没頭しており、ダーウィンに手伝わせた。ダーウィンは兄をラズと呼んで慕った。
1818年から、シュルーズベリーの寄宿舎校で学ぶ。

### エディンバラ大学を中退
16歳（1825年）のときに父の医業を助けるため親元を離れ、エディンバラ大学で医学と地質学を学ぶ。地質学のロバート・ジェームソン教授はジェームズ・ハットンの考え方を冷たく批判し、学生のダーウィンはそれを信じた。しかし、血を見ることが苦手で、麻酔がまだ導入されていない時代の外科手術になじめず、また昆虫採集などを通じて実体験に即した自然界の多様性に魅せられていたことから、アカデミックな内容の退屈な講義になじめず、学位を取らずに1827年に大学を去ることになる。
このころ、南米の探検旅行に同行した経験がある黒人の解放奴隷・剥製教師ジョン・エドモンストーンから動物の剥製製作術を学んだ。ダーウィンは彼を「非常に感じがよくて知的な人」と慕った。これはのちにビーグル号の航海に参加し生物標本を作る際に役立った。
2学年目にはプリニー協会（急進的な唯物論に魅せられた博物学の学生たちのクラブ。古代ローマの博物学者大プリニウスにちなむ）に所属し、海生生物の観察などに従事した。ダーウィンは動物解剖学者ロバート・グラントの海洋無脊椎動物の生活環と解剖学の研究を手伝った。ある日、グラントはジャン＝バティスト・ラマルクの進化思想を称賛した。ダーウィンは驚いたが、そのころ祖父の著作を読み類似した概念を、そしてその考えが論争的であることを知っていた。大学の博物学の授業は地質学の火成説と水成説論争などを含んでいたが退屈だった。また植物の分類を学び、当時ヨーロッパで最大のコレクションを誇ったエディンバラ大学博物館で研究を手伝った。

### ケンブリッジ大学を卒業
エディンバラ大学でいい結果を残せず、父はダーウィンを牧師とするために1827年にケンブリッジ大学クライスト・カレッジに入学させ、神学や古典、数学を学ばせた。ダーウィンは牧師なら空いた時間の多くを博物学に費やすことができると考え、父の提案を喜んで受け入れた。しかしケンブリッジ大学でも、親戚（従兄弟）で博物学者となるウィリアム・ダーウィン・フォックスとともに必修ではなかった博物学や昆虫採集に傾倒した。
フォックスの紹介で聖職者・博物学者ジョン・スティーブンス・ヘンズローと出会い親しい友人、弟子となった。ダーウィンは学内では、ヘンズローが開設した庭園を2人でよく散歩していたことで知られていた。のちにヘンズローとの出会いについて、自分の研究にもっとも強い影響を与えたと振り返っている。また同じく聖職者で地層学者だったアダム・セジウィッグに学び、層序学に並々ならぬ才能を発揮した。
同時に当時のダーウィンは神学の権威ウィリアム・ペイリーの『自然神学』を読み、デザイン論（すべての生物は神が天地創造の時点で完璧な形でデザインしたとする説）に納得し信じた。自然哲学の目的は観察を基盤とした帰納的推論によって法則を理解することだと記述したジョン・ハーシェルの新しい本や、アレキサンダー・フンボルトの科学的探検旅行の本を読んだ。彼らの「燃える熱意」に刺激され、熱帯で博物学を学ぶために卒業のあと同輩たちとテネリフェへ旅行する計画を立て、その準備としてアダム・セジウィッグのウェールズでの地層調査に加わった。また、ビーグル号で博物学者としての任務を果たす準備ともなった。
この時代には音楽や狩猟（ただし、後者は後に「残酷だから」とやめることになる）を趣味としていた。また1年目の1827年夏にはジョサイア2世やその娘で将来の妻になるエマ・ウェッジウッドとヨーロッパ大陸に旅行し、パリに数週間滞在している。これは最初で最後のヨーロッパ大陸滞在だった。
1831年に中の上の成績でケンブリッジ大学を卒業した。多くの科学史家はこの両大学時代をダーウィンの人生の中でも特に重要な時期だったと見ているが、本人はのちの回想録で「学問的にはケンブリッジ大学も（エディンバラ大学も）得るものは何もなかった」と述べている。

### ビーグル号航海

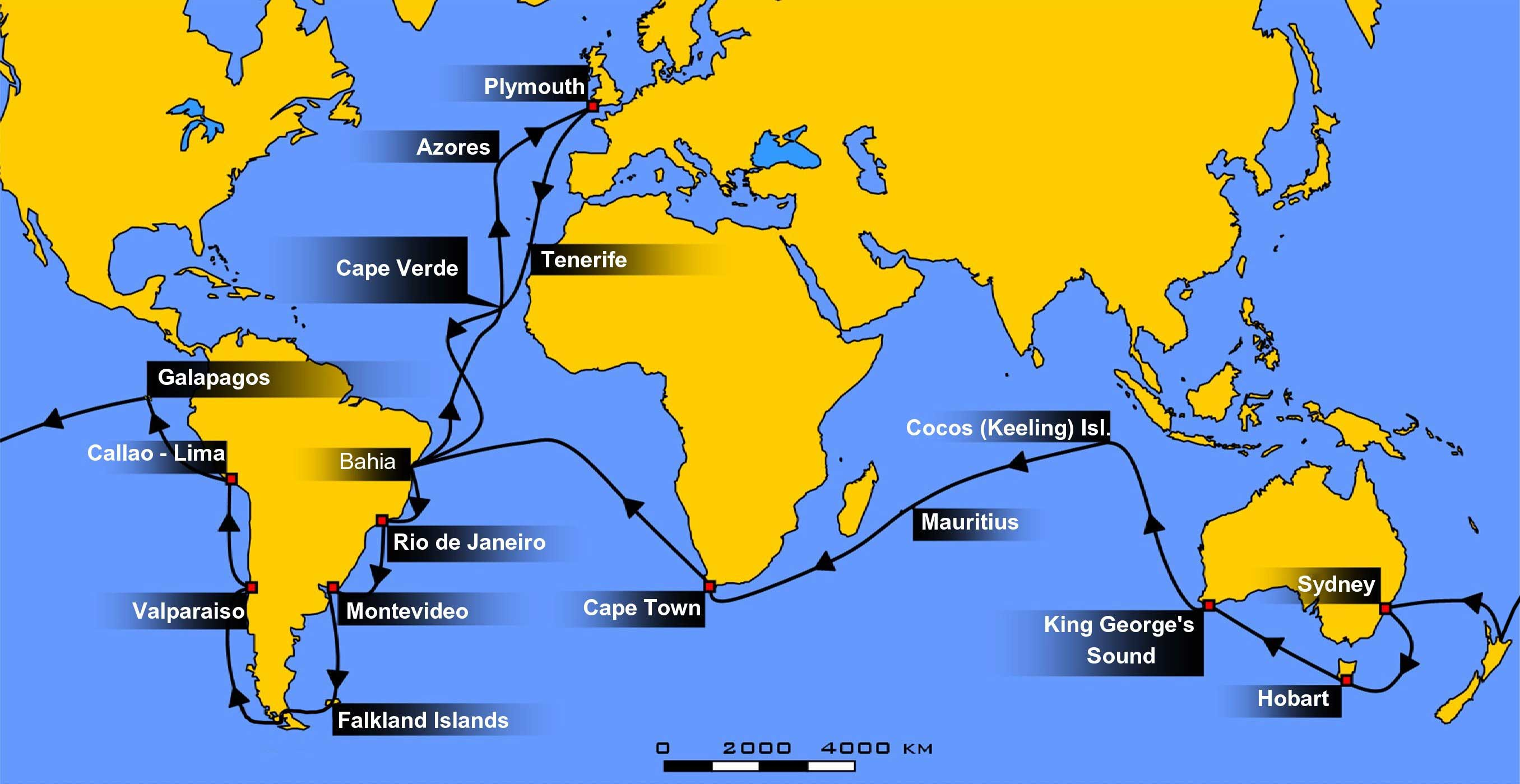
ビーグル号の航海（1831年 - 1836年）

1831年にケンブリッジ大学を卒業すると、恩師ヘンズローの紹介で、同年末にイギリス海軍の測量船ビーグル号に乗船することになった。父ロバートは海軍での生活が聖職者としての経歴に不利にならないか、またビーグル号のような小型のブリッグ船は事故や遭難が多かったことで心配し、この航海に難色を示したが、叔父ジョサイア2世の取りなしで参加を認めた。専任の博物学者は他におり、ロバート・フィッツロイ艦長の会話相手のための客人としての参加だったため、海軍の規則にそれほど縛られることはなかった。しかし幾度か艦長と意見の対立があり、のちに「軍艦の中では、艦長に対して 通常の範囲で意見表明するのも反乱と見なされかねなかった」と述べている。また、航海では長年に渡り酷い船酔いに悩まされ続けた。
ビーグル号は1831年12月27日にプリマスを出航した。南米に向かう途中にカーボヴェルデに寄港した。ダーウィンはここで火山などを観察し、航海記録の執筆を始めている。そのあと南米東岸を南下しバイーアを経てリオデジャネイロに立ち寄ると、正式な「艦の博物学者」 だった艦医マコーミックが下船したため、非公式ながらダーウィンがその後任を務めることになった。ビーグル号が海岸の測量を行っている間に、内陸へ長期の調査旅行をたびたび行っている。モンテビデオを経て出航からおよそ1年後の1832年12月1日にはティエラ・デル・フエゴ島についた。ビーグル号はこの島から若い男女を連れ帰り、宣教師として教育し連れ帰ってきていたが、ダーウィンはフエゴ島民と宣教師となった元島民の違いにショックを受けた。フエゴ島民は地面に穴を掘ったようなところに住み、まるで獣のようだ、と書き記している。東岸の調査を続けながら1834年3月にフォークランド諸島に立ち寄ったとき、ヘンズローから激励と標本の受け取りを知らせる手紙を受け取った。
1834年6月にマゼラン海峡を通過し、7月に南米西岸のバルパライソに寄港した。ここでダーウィンは病に倒れ、1月ほど療養した。ガラパゴス諸島のチャタム島（サン・クリストバル島）に到着したのは1835年9月15日であり、10月20日まで滞在した。当時のガラパゴス諸島は囚人流刑地だった。ダーウィンは諸島が地質学的にそう古いものとは思えなかったため（現在ではおよそ500万年と考えられている）、最初ゾウガメは海賊たちが食料代わりに連れてきたものだと考えていたが、ガラパゴス総督からゾウガメは諸島のあちこちに様々な変種がおり、詳しい者なら違いがすぐに分かるほどだと教えられ、初めてガラパゴス諸島の変種の分布に気づいた。なお、この時、ダーウィンがガラパゴス諸島から持ち帰ったとされるガラパゴスゾウガメ、ハリエットは175歳まで生き、2006年6月22日に心臓発作のため他界している。
一般にはガラパゴス諸島でダーウィンフィンチの多様性から進化論のヒントを得たと言われているが、ダーウィンの足跡を研究したフランク・サロウェイによれば、ダーウィンはガラパゴス諸島滞在時にはゾウガメやイグアナ（ガラパゴスリクイグアナおよびウミイグアナ）、マネシツグミにより強い興味を示した。しかしまだ種の進化や分化に気がついていなかったので、それは生物の多様性をそのまま記載する博物学的な興味だった。鳥類の標本は不十分にしか収集しておらず、それらが近縁な種であるとも考えておらず（ムシクイなど別の鳥の亜種だと考えていた）、どこで採取したかの記録も残していなかった。ガラパゴス総督から諸島の生物の多様性について示唆を受けたときには既に諸島の調査予定が終わりつつあり、ダーウィンはひどく後悔している。鳥類標本については後に研究に際して同船仲間のコレクションを参考にせざるを得なかった。また標本中のフィンチ類やマネシツグミ類がそれぞれ近縁な種であると初めて発見したのは、帰国後に標本の整理を請け負った鳥類学者のジョン・グールドだった。
1835年12月30日にニュージーランドへ寄港し、1836年1月にはオーストラリアのシドニーへ到着した。その後、インド洋を横断し、モーリシャス島に寄港した後6月にケープタウンへ到着した。ここでは当時ケープタウンに住んでいた天文学者のジョン・ハーシェルを訪ねている。またヘンズローからの手紙によって、イギリスでダーウィンの博学的名声が高まっていることを知らされた。セントヘレナ島ではナポレオンの墓所を散策している。8月に南米バイーアに再び立ち寄ったが天候の不良のため内陸部への再調査はかなわなかった。カーボヴェルデ、アゾレス諸島を経て1836年10月2日にファルマス港に帰着した。航海は当初3年の予定だったが、ほぼ5年が経過していた。
後にダーウィンは自伝で、この航海で印象に残ったことを三つ書き残している。一つは南米沿岸を移動すると、生物が少しずつ近縁と思われる種に置き換えられていく様子に気づいたこと、二つめは南米で今は生き残っていない大型の哺乳類化石を発見したこと、三つ目はガラパゴス諸島の生物の多くが南米由来と考えざるを得ないほど南米のものに似ていることだった。つまりダーウィンはこの航海を通して、南半球各地の動物相や植物相の違いから、種が独立して創られ、それ以来不変の存在だとは考えられないと感じるようになった。またダーウィンは、航海中にライエルの『地質学原理』を読み、地層がわずかな作用を長い時間累積させて変化するように、動植物にもわずかな変化があり、長い時間によって蓄積されうるのではないか、また大陸の変化によって、新しい生息地ができて、生物がその変化に適応しうるのではないかという思想を抱くに至った。
ダーウィンはこの航海のはじめには自分を博物学の素人と考えており、何かの役に立てるとは思っていなかった。しかし航海の途中で受け取ったヘンズローの手紙から、ロンドンの博物学者は自分の標本採集に期待していると知り自信を持った。サロウェイは、ダーウィンがこの航海で得た物は「進化の証拠」ではなく、「科学的探求の方法」だったと述べている。

### 帰国後

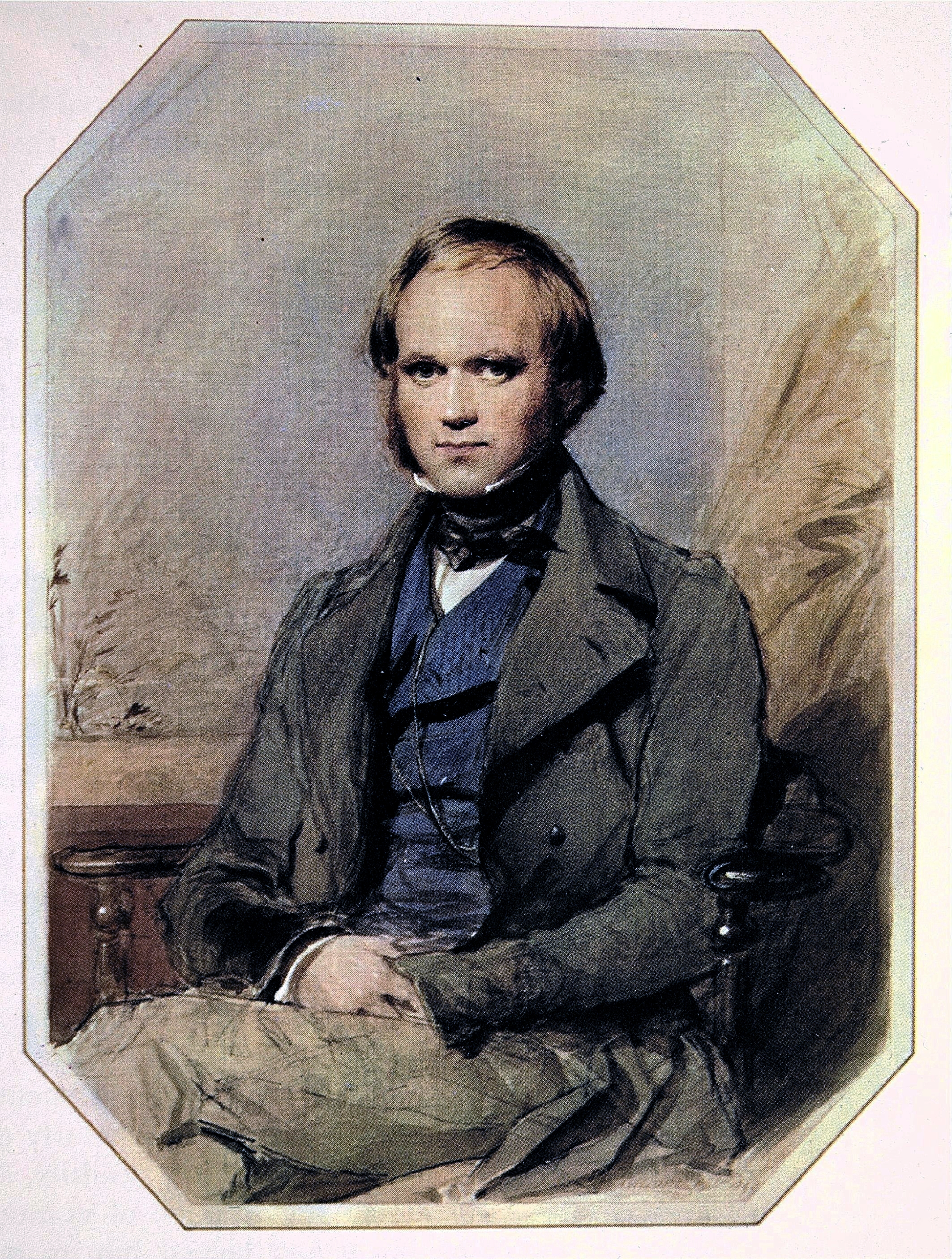
若き日のダーウィン（1830年代後半）。航海から帰国後、30歳前後と見られる。

ダーウィンが帰国したとき、ヘンズローが手紙をパンフレットとして博物学者たちに見せていたので科学界ですでに有名人だった。ダーウィンはシュールズベリーの家に帰り家族と再会すると急いでケンブリッジへ行きヘンズローと会った。ヘンズローは博物学者がコレクションを利用できるようカタログ作りをアドバイスし、植物の分類を引き受けた。息子が科学者になれると知った父は息子のために投資の準備を始めた。ダーウィンは興奮しコレクションを調査できる専門家を探してロンドン中を駆け回った。特に保管されたままの標本を放置することはできなかった。
12月中旬にコレクションを整理し航海記を書き直すためにケンブリッジに移った。最初の論文は南アメリカ大陸がゆっくりと隆起したと述べており、ライエルの強い支持のもと1837年1月にロンドン地質学会で読み上げた。同日、哺乳類と鳥類の標本をロンドン動物学会に寄贈した。鳥類学者ジョン・グールドはすぐに、ダーウィンがクロツグミ、アトリ、フィンチの混ぜあわせだと考えていたガラパゴスの鳥たちを12種のフィンチ類だと発表した。2月にはロンドン地理学会の会員に選ばれた。ライエルは会長演説でダーウィンの化石に関するリチャード・オーウェンの発見を発表し、斉一説を支持する種の地理的連続性を強調した。
1837年3月、仕事をしやすいロンドンに移住し、科学者やチャールズ・バベッジのような学者の輪に加わった。バベッジのような学者はその都度の奇跡で生命が創造されたのではなく、むしろ生命を作る自然法則を神が用意したと考えていた。ロンドンでダーウィンは自由思想家となっていた兄エラズマスと共に暮らした。エラズマスはホイッグ党員で、作家ハリエット・マティノーと親しい友人だった。マティノーは貧しい人々が食糧供給を越えて増えることができないように行われた、ホイッグ党の救貧法改正の基礎となったトマス・マルサスのアイディアを推進した。またダーウィンの友人たちが不正確で社会秩序にとって危険だと言って退けたグラントの意見にも耳を傾けた。
ダーウィンの調査結果を議論するために行われた最初の会合で、グールドは異なる島から集められたガラパゴスマネシツグミが亜種ではなく別の種だったこと、フィンチのグループにミソサザイが含まれていたことを告げた。ダーウィンはどの標本をどの島から採集したか記録を付けていなかったが、フィッツロイを含む他の乗組員のメモから区別する事ができた。動物学者トーマス・ベルはガラパゴスゾウガメが島の原産であると述べた。3月中旬までにダーウィンは絶滅種と現生種の地理的分布の説明のために、「種が他の種に変わる」可能性を考え始めた。7月中旬に始まる「B」ノートでは変化について新しい考えを記している。彼はラマルクの「一つの系統がより高次な形態へと前進する」という考えを捨てた。そして生命を一つの進化樹から分岐する系統だと見なし始めた。「一つの動物が他の動物よりも高等だと言うのは不合理である」と考えた。
種の変化に関する研究を発展させると同時に、研究の泥沼に入り込んでいった。まだ航海記を書き直しており、コレクションに関する専門家のレポートの編集も行っていた。ヘンズローの協力でビーグル号航海の動物記録の大著を完成させるための1000ポンドの資金援助を政府から引き出した。ダーウィンは南アメリカの地質に関する本を通してライエルの斉一説を支持する、気の遠くなるような長い時間が存在したことを認めた。ヴィクトリア女王が即位したちょうどその日、1837年6月20日に航海記を書き終えたが修正のためにまだ出版できなかった。その頃ダーウィンは体の不調に苦しんでいた。9月20日に「心臓に不快な動悸」を覚えた。医者は全ての仕事を切り上げて2、3週間は田舎で療養するよう勧めた。ウェッジウッド家の親戚を訪ねるためにシュールズベリーを尋ねたが、ウェッジウッド家の人々は航海の土産話を聞きたがり休む暇を与えなかった。1つ年上の従姉エマ・ウェッジウッドは病床の叔母を看護していた。ジョスおじ（ジョサイア・ウェッジウッド2世）は地面に沈み込んだ燃えがらを指して、ミミズの働きであることを示唆した。11月にロンドン地質学会でこの話を発表したが、これは土壌の生成にミミズが果たす役割を実証的に指摘した最初のケースだった。
ウィリアム・ヒューウェルは地質学会の事務局長にダーウィンを推薦した。一度は辞退したが、1838年3月に引き受けた。ビーグル号の報告書の執筆と編集に苦しんでいたにもかかわらず、種の変化に関して注目に値する前進をした。プロの博物学者からはもちろん、習慣にとらわれずに農民やハトの育種家などからも実際の経験談を聞く機会を逃さなかった。親戚や使用人、隣人、入植者、元船員仲間などからも情報を引き出した。最初から人類を推論の中に含めており、1838年3月に動物園でオランウータンが初めて公開されたとき、その子どもに似た振る舞いに注目した。6月まで何日も胃炎、頭痛、心臓の不調で苦しんだ。残りの人生の間、胃痛、嘔吐、激しい吹き出物、動悸、震えなどの症状でしばしば何もすることができなくなった。この病気の原因は当時何も知られておらず、治癒の試みは成功しなかった。現在、シャーガス病、あるいはいくつかの心の病が示唆されているが、明らかになっていない。6月末にはスコットランドに地質調査のために出かけた。平行な「道」が山の中腹に三本走っていることで有名なグレン・ロイを観察した。後に、これは海岸線の痕だ、と発表したが、氷河期にせき止められてできた湖の痕だと指摘され自説を撤回することになった。この出来事は性急に結論に走ることへの戒めとなった。体調が完全に回復すると7月にシュールズベリーに戻った。

### 結婚

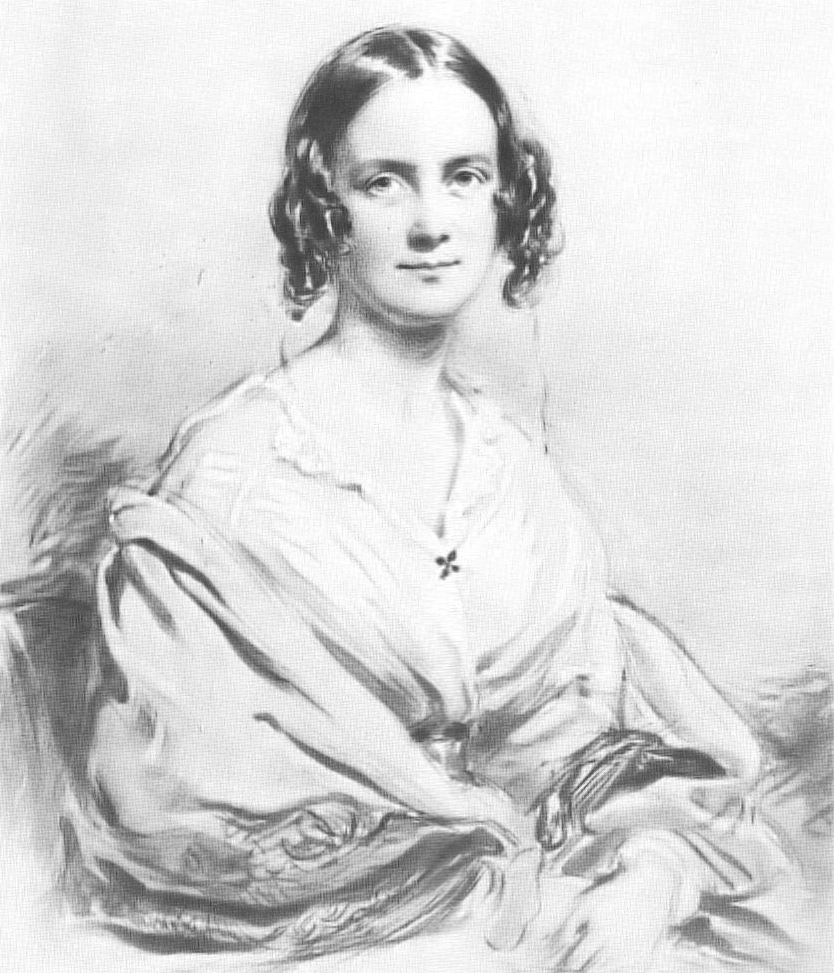
エマ・ダーウィン（1840年）

姉キャロラインとエマの兄ジョサイア3世が1838年に結婚すると、ダーウィンも結婚を意識し始めた。1838年7月に、動物の繁殖を書き留めたノートに将来の見通しについて二つの走り書きをした。“結婚”と“結婚しない”。利点には次のように書いた。「永遠の伴侶、年をとってからの友人……いずれにせよ犬よりまし」。欠点については次のように書いた。「本のためのお金が減る、おそろしいほどの時間の無駄」。
結局ダーウィンは11月にプロポーズし、1839年1月に結婚した。父から戒められていたにもかかわらずダーウィンは自分の非宗教的な考えを話した。エマは受け入れたが、愛情を伝えあう手紙のやりとりで、二人の差異を共有しあう率直さをほめると同時に、自分のユニテリアンの強い信仰と夫の率直な疑念によって二人が来世で離ればなれにするかも知れないと懸念を打ち明けた。エマは信仰心が篤く「いくら追求しても答えが得られないこと、人が知る必要のないことにまで必要以上に科学的探求をもちこまないでほしい」とも書いている。ダーウィンがロンドンで家を探している間にも病気は続いた。エマは「もうこれ以上悪くならないで、愛しのチャーリー、私がいっしょにいてあなたを看病できるようになるまで」と手紙を書き、休暇を取るよう訴えた。結局ガウアー通りに家を見つけ、クリスマスにはその「博物館」へ引っ越した。1839年1月24日にダーウィンはロンドン王立協会の会員に選出され、5日後の1月29日にメアの英国国教会でユニテリアン式にアレンジされた結婚式が行われた。式が終わると二人はすぐに鉄道でロンドンへ向かった。12月には長男ウィリアムが誕生した。

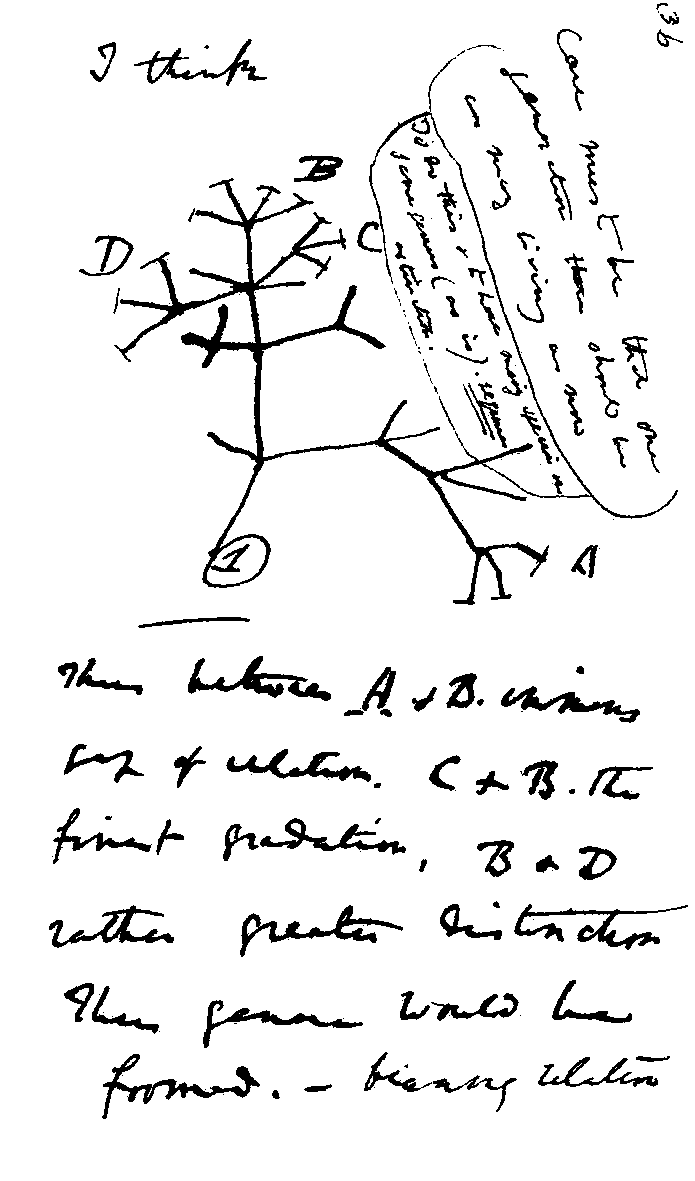
考察ノートのスケッチ（1837年）。生命の樹 (Tree of life) と呼ばれる。このノートは2001年に行方不明になったが2022年に発見された。

1839年にはビーグル号航海の記録がフィッツロイ艦長の著作と合わせた三巻本の一冊として出版され好評を博した。これは1843年までに全五巻の『ビーグル号航海の動物学』として独立して出版され、その後も改題と改訂を繰り返した。続いて1842年から『ビーグル号航海の地質学』全三巻が出版された。

### 自然選択説への到達
ロンドンで研究を続けているときに、トマス・マルサスの『人口論』第六版を読んで次のように述べた。
1838年11月、つまり私が体系的に研究を始めた15ヶ月後に、私はたまたま人口に関するマルサスを気晴らしに読んでいた。動植物の長く継続的な観察から至る所で続く生存のための努力を理解できた。そしてその状況下では好ましい変異は保存され、好ましからぬものは破壊される傾向があることがすぐに私の心に浮かんだ。この結果、新しい種が形成されるだろう。ここで、そして私は機能する理論をついに得た...（C.R.ダーウィン 『自伝』）
マルサスは人間の人口は抑制されなければ等比数列的に増加し、すぐに食糧供給を越え破局が起きると主張した。ダーウィンはすぐにこれをド・カンドルの植物の「種の交戦」や野生生物の間の生存のための努力に応用して見直し、種の数がどのようにして大まかには安定するかを説明する準備ができていた。生物が繁殖のために利用できる資源には限りがあるので、好ましい変異を持った個体はより生き延び彼らの子孫にその変異を伝える。同時に好ましくない変異は失われるだろう。この結果、新種は誕生するだろう。1838年9月28日にこの洞察を書き付け、くさびのようなものと記述した。弱い構造は押し出され、適応的な構造は自然の経済の隙間に押し込められる。翌月一杯をつかって、農民がもっともすぐれた個体を繁殖へ用いるのと比較し、マルサス的自然が「可能性」によって変異を取り上げ、その結果「新たに獲得した構造のあらゆる部分は完全に熟練しており完璧だ」と述べた。そしてこのアナロジーを自分の理論でもっとも美しい部分と考えた。
ダーウィンは今や自然選択の理論のフレームワークを持っていた。彼の研究は畜産学から植物の広範な研究まで含んだ。種が固定されていないという証拠の発見、アイディアの細部を洗練するための調査を行った。10年以上、この研究はビーグル号航海の科学的なレポートを出版するという主要な仕事の陰で行われていた。
1842年のはじめにライエルに宛てて自分の考えを伝え、ライエルは盟友が「各々の種の始まりを見る事を拒否する」と記した。5月には3年の研究を経て珊瑚礁に関する研究を発表した。それから「ペンシルスケッチ」と題して理論を書き始めた。9月にはロンドンの不衛生と喧噪を避けてロンドン近郊のダウン村に引っ越した。1844年1月11日にジョセフ・ダルトン・フッカーに自分の理論を「殺人を告白するようなものですが」と添えて打ち明けた。フッカーは次のように答えた。「私の考えでは、一連の異なる点の生成と、漸進的な種の変化があったのかも知れない。私はどのように変化が起こったのかあなたの考えを聞けて嬉しい。こんなに早くこの問題で安心できるとは思わなかった。」
7月までには早く死んだときに備えて「スケッチ」を230ページの「エッセイ」に拡張し、もしもの時には代わりに出版するよう妻に頼んだ。11月には匿名で出版された進化に関する著書『創造の自然史の痕跡』が幅広い論争を引き起こした。この本は一般人の種の変化に対する関心を引き起こし、ベストセラーとなった。ダーウィンはその素人のような地質学と動物学の議論を一蹴したが、同時に自身の議論を慎重に見直した。1846年には地質学に関する三番目の本を完成させた。それから海棲無脊椎動物の研究を始めた。学生時代にロバート・グラントとともに行ったように、ビーグル号航海で収集したフジツボを解剖し分類した。美しい構造の観察を楽しみ、近縁種と構造を比較して思索した。
1847年にフッカーはエッセイを読み、ダーウィンが望んだ重要な感想を書き送ったが、継続的な創造行為へのダーウィンの反対に疑問を呈し、まだ賛同しなかった。1851年にはもっともかわいがっていた娘のアニーが10歳で死去した。8年にわたるフジツボの研究は理論の発展を助けた。彼は相同性から、わずかに異なった体の器官が新しい環境で必要を満たすように十分機能することを発見した。またいくつかの属でオスが雌雄同体個体に寄生していることを発見し、二性の進化の中間的な段階を示していることに気付いた。
1848年には父ロバートが没した。医者として成功した父をダーウィンは生涯敬愛していた。この頃のダーウィン家は父や叔父の残した財産の運用で生計を立てていた。100ポンドで中流の暮らしができた当時に、夫妻は父と叔父から900ポンドの支援を受けていて、晩年には年8000ポンドの運用益があったと言われる。ダーウィンと同じように医者を目指し挫折した兄エラズマス（Erasmus）ものちにダウンに移住し、父の遺産で優雅な隠遁生活を送っていた。1850年には世界航海から帰国したトマス・ハクスリーと知り合っている。
1853年に王立協会からロイヤル・メダルを受賞し、生物学者としての名声を高めた。1854年に再び種の理論の研究を始め、11月には子孫の特徴の差異が「多様化された自然の経済の位置」に適応していることで上手く説明できると気付いた。

### ダーウィンの進化論

#### 自然選択説
生物の進化は、すべての生物は変異を持ち、変異のうちの一部を親から子へ伝えられ、その変異の中には生存と繁殖に有利さをもたらす物があると考えた。そして限られた資源を生物個体同士が争い、存在し続けるための努力を繰り返すことによって起こる自然選択によって引き起こされると考えた。

#### 獲得形質遺伝の支持とパンゲン説の提唱
遺伝についてはパンゲン説（パンゲネシス）という説を唱えて説明した。これは「ジェミュール」(en:Gemmules)という微小な粒子が体内を巡り、各器官で獲得した情報を蓄え、生殖細胞に集まり、特徴・形質が子に受け継がれ、子の体において各器官に分散することで親の特徴を伝える、という説である。ダーウィンは、ラマルクと同じように獲得形質の遺伝を支持していたのである。
メンデルの遺伝の法則は当時まだ知られていなかった。当時は遺伝物質の融合説（遺伝を伝える物質があったとしても、それは子ができる過程で完全に融合する）が広く知られていたが、ダーウィンはメンデルが行った実験と同じように、スイートピーの交雑実験で形質が必ずしも融合するわけではないとつき止めていた。しかしフリーミング・ジェンキンが行った変異は融合するから集団中に維持されないという批判に上手く応えることができず生涯ダーウィンを悩ませた。また変異がどのように誕生するのかを説明することもできなかった。ダーウィンは当時の多くの科学者と同じく進化と発生を区別しておらず、食物や発生中の刺激によって新たな変異が生まれると考えた。この問題は後に突然変異が発見されるまで解決されなかった。
ダーウィンに影響を与えた遺伝学者としてはフランスのプロスパー・ルーカスがいる。

#### 性選択に対する見解
自然選択を万能な物と見なしたウォレスはクジャクの羽やゴクラクチョウの長い尾羽など、一見生存の役に立ちそうもない性質にも適応的な意味があるのだろうと考えた。ダーウィンはその可能性を否定もしなかったが、多くの生物で雌がパートナー選びの主導権を握っていることに気づいており、生存に有利でない性質も雌の審美眼のようなもので発達することがあるのではないかと考えた。そして自然選択説とは別に性選択説を唱えた。さらに性比（多くの生物で雄と雌の比率が1対1になるが、一部の生物では偏りがあること）や性的二型の問題を初めて科学的に考察する価値があると考えた。特に性比に関しては生物進化の視点から説明できると考え、後に頻度依存選択（頻度依存淘汰、生存と繁殖可能性が自然環境に左右されるのではなく、グループ中のその性質の多寡に依存する、つまりある性質が「少数派である」ことだけで生存と繁殖に有利に働くこと）と呼ばれることになる概念を先取りしていた。しかし、これらの問題は複雑なので後世に残した方が安全だろうとのべ、明確な答えを残さなかった。
新たな種が形成されるメカニズムを種分化と呼んだが、どのようなメカニズムでそれが起きるのかは深く追求しなかった。そのため彼の死後、自然選択だけで種分化が起きるかどうかで議論が起こった。

### 自然選択説の公表

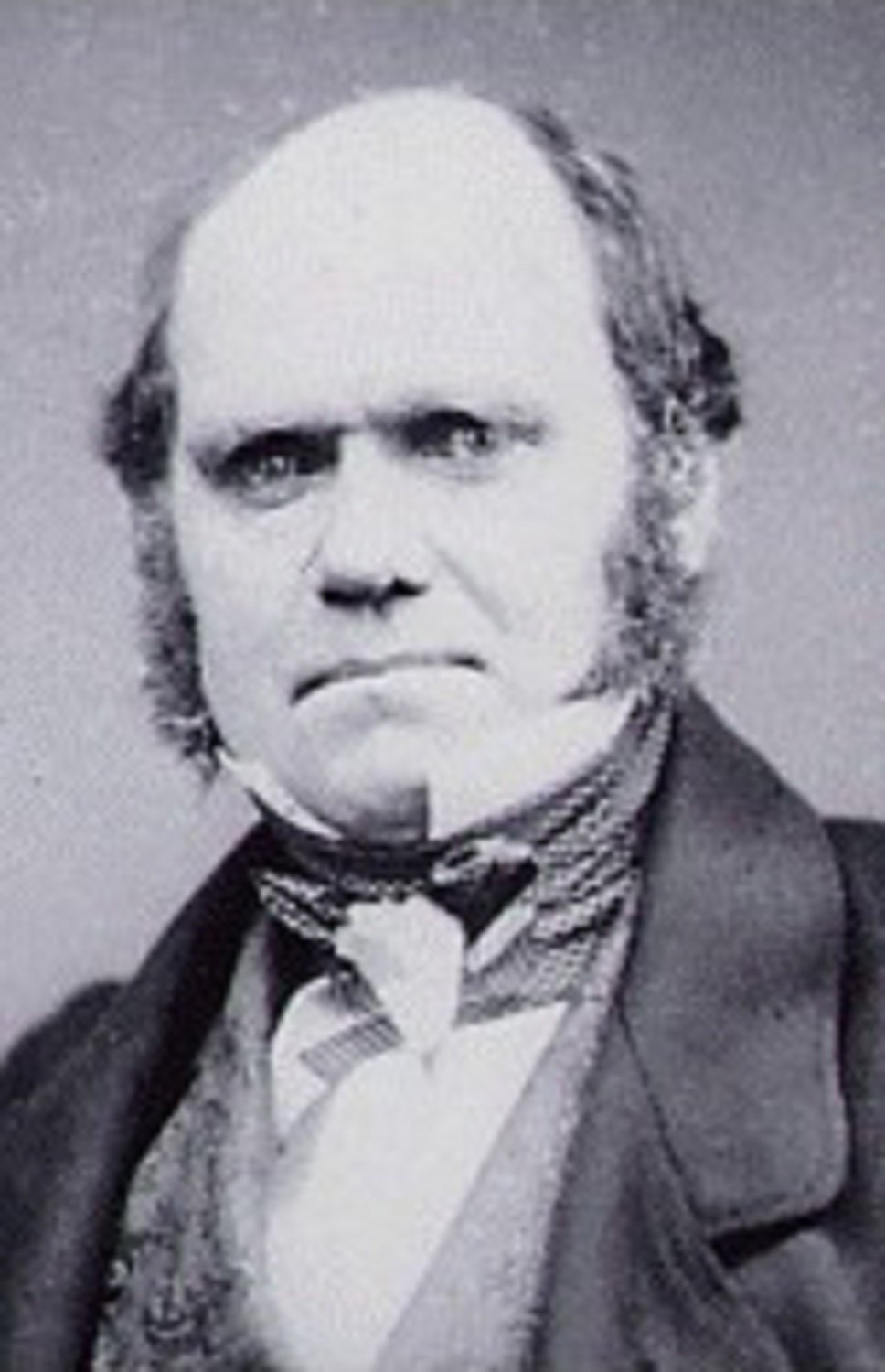
自然選択説を発表するころのダーウィン。50歳前後。

1856年のはじめに卵と精子が種を海を越えて拡散するために海水の中で生き残れるかどうかを調べていた。フッカーはますます種が固定されているという伝統的な見方を疑うようになった。しかし彼らの若い友人トマス・ハクスリーははっきりと進化に反対していた。ライエルは彼らの問題意識とは別にダーウィンの研究に興味を引かれていた。ライエルが種の始まりに関するアルフレッド・ウォレスの論文を読んだとき、ダーウィンの理論との類似に気付き、先取権を確保するためにすぐに発表するよう促した。ダーウィンは脅威と感じなかったが、促されて短い論文の執筆を開始した。困難な疑問への回答をみつけるたびに論文は拡張され、計画は『自然選択』と名付けられた「巨大な本」へと拡大した。ダーウィンはボルネオにいたウォレスを始め世界中の博物学者から情報と標本を手に入れていた。アメリカの植物学者エイサ・グレイは類似した関心を抱き、ダーウィンはグレイに1857年9月に『自然選択』の要約を含むアイディアの詳細を書き送った。12月にダーウィンは本が人間の起源について触れているかどうか尋ねるウォレスからの手紙を受け取った。ダーウィンは「偏見に囲まれています」とウォレスが理論を育てることを励まし、「私はあなたよりも遥かに先に進んでいます」と付け加えた。
1858年6月18日に「変異がもとの型から無限に離れていく傾向について」と題して自然選択を解説するウォレスからの小論を受け取ったとき、まだ『自然選択』は半分しか進んでいなかった。「出鼻をくじかれた」と衝撃を受けたダーウィンは、求められたとおり小論をライエルに送り、ライエルには出版するよう頼まれてはいないがウォレスが望むどんな雑誌にでも発表すると答えるつもりですと言い添えた。その時ダーウィンの家族は猩紅熱で倒れており問題に対処する余裕はなかった。結局幼い子どもチャールズ・ウォーリングは死に、ダーウィンは取り乱していた。この問題はライエルとフッカーの手に委ねられた。二人はダーウィンの記述を第一部（1844年の「エッセー」からの抜粋）と第二部（1857年9月の植物学者グレイへの手紙）とし、ウォレスの論文を第三部とした三部構成の共同論文として1858年7月1日のロンドン・リンネ学会で代読した。
ダーウィンは息子が死亡したため欠席せざるをえず、ウォレスは協会員ではなく かつマレー諸島への採集旅行中だった。この共同発表は、ウォレスの了解を得たものではなかったが、ウォレスを共著者として重んじると同時に、ウォレスの論文より古いダーウィンの記述を発表することによって、ダーウィンの先取権を確保することとなった。

### 『種の起源』への反響
この発表に対する関心は当初ほとんど無かった。8月に学会誌として印刷され、他の雑誌でも何度か取り上げられたため手紙とレビューがいくつかあったが、学会長は翌年の演説で革命的な発見が何もなかったと述べた。ダブリン大学のサミュエル・ホートーン教授は「彼らが新しいと考えた全ては誤りだった。正しいのは古い考え方だった」と述べた。ダーウィンは13ヶ月間、「巨大な本」の要約に取り組んだ。不健康に苦しんだが科学上の友人たちは彼を励ました。ライエルはジョン・マレー社から出版できるよう手配した。1859年11月22日に発売された『種の起源』は予想外の人気を博した。初版1250冊以上の申し込みがあった。
もっともこれは自然選択説がすぐに受け入れられたからではない。当時、すでに生物の進化に関する著作はいくつも発表されており、受け入れられる素地はあった。この本は『創造の自然史の痕跡』よりも少ない論争と大きな歓迎とともに国際的な関心を引いた。病気のために一般的な論争には加わらなかったが、ダーウィンと家族は熱心に科学的な反応、報道のコメント、レビュー、記事、風刺漫画をチェックし、世界中の同僚と意見を交換した。ダーウィンは人間については「人類の起源にも光が投げかけられる」としか言わなかったが、最初の批評は『痕跡』の「サルに由来する人間」の信条を真似して書かれたと主張した。初期の好ましい反応のひとつであるハクスリーの書評はリチャード・オーウェンを痛打し、以後オーウェンはダーウィンを攻撃する側に加わった。オーウェンの反発は学問的な嫉妬が動機だったとも言われ、私的な交流も途絶えることになった。ケンブリッジ大学の恩師セジウィッグも道徳を破壊する物だとして批判した（が、セジウィッグとは生涯友好的な関係を保った）。ヘンズローも穏やかにこれを退けた。進化論の構築に協力していたライエルはすぐには態度を明らかにせず、最終的には理論としてはすばらしいと評価したが、やはり道徳的、倫理的に受け入れることはできないと言ってダーウィンを落胆させた。『昆虫記』で知られるファーブルも反対者の一人で、ダーウィンとは手紙で意見の交換をしあったが意見の合致には至らなかった。
ダーウィンはあまりの反発の激しさに「この理論が受け入れられるのには種の進化と同じだけの時間がかかりそうだ」と述べた。しかしフッカー、トマス・ヘンリー・ハクスリーなどの支持者の支援を受けてこの学説は次第に社会における認知と影響力を拡大した。
博物学者のベイツやミュラーも支持者に名を連ね、進化論を補強する様々な資料を提供した。アメリカではハーバード大学の著名な植物学者だったエイサ・グレイが、ドイツではエルンスト・ヘッケルが進化論の普及に努めた。
英国国教会の反応は様々だった。恩師セジウィッグとヘンズローはこの考えを退けたが、自由主義的な聖職者は自然選択を神のデザインの道具と解釈した。牧師、博物学者チャールズ・キングズレーは「まったく立派な有神論の概念」と見なした。1860年に出版された7人の英国国教会の自由主義神学者による『エッセイ・アンド・レビュー』は創造説を痛烈に批判していたため、英国国教会の指導部によって異端と攻撃された。しかし、この本はダーウィンへの批判の注意をそらすことになった。その中でベーデン・パウエルは奇跡が神の法則を破り、彼らの信念は無神論的だと主張し、同時に「ダーウィン氏のすばらしい著作は自然の自己進化の力の壮大な原理[を支持する]」と称賛した。エイサ・グレイは目的論についてダーウィンと議論し、彼の有神論的進化と自然選択は自然神学と相反しないというパンフレットは輸入されて配布された。
1860年にはオックスフォード大学で、ハクスリー、フッカーら支持者とウィルバーフォース大司教ら反対者による討論会が行われた。一般に知られるように、大司教が一方的に論破されたわけではなく（ウィルバーフォースは「種の変化に反対はしないが、ダーウィンの説明には反対である」と述べた。また生物学の知識がなかったため聖書と感情にのみ基づいて論じ、議論はかみ合わなかった）双方が勝利したと主張した。聴衆は立派に弁じた両者に盛大な拍手を送った。しかしこの討論は進化論の知名度を押し上げることになった。1877年、ケンブリッジ大学はダーウィンに名誉博士号を贈った。
ウォレスが1858年に送った最初の手紙では（初めてウォレスがダーウィンに手紙を送ったのは1856年頃と言われる）、種は変種と同じ原理で生まれるのではないか、そして地理や気候の要因が大きいのではないか、という物だった（当時の創造論では種は神が作った不変なものだが、亜種や変種は品種改良などで誕生しうるという説が強かった）。しかし同年に再び送られてきた次の手紙ではマルサスの『人口論』が反映されておりダーウィンの自然選択説に近いものになっていた。しかしこの頃ダーウィンは生態的地位や適応放散にまで考察が及んでいた。翌年出版された『種の起源』を読んだウォレスは「完璧な仕事で自分は遠く及ばない」と述べている。
ダーウィンの親しい友人グレイ、フッカー、ハクスリー、ライエルでさえ様々な留保を表明したが、それでも若い次世代の博物学者たちと供に常にダーウィンを支持し続けた。ハクスリーが宗教と科学の分離を主張する一方で、グレイとライエルは和解を望んだ。ハクスリーは教育における聖職者の権威に対して好戦的に論陣を張り、科学を支配する聖職者と貴族的なアマチュアの優位を転覆しようと試みた。この試みではオーウェンもハクスリーと同じ側にいたが、オーウェンは誤ったヒトと類人猿の脳の解剖学的差異に基づき、ハクスリーを「ヒトの類人猿起源」を主張したと告発した。もっともハクスリーはちょうどそれを主張していた。2年にわたるハクスリーのキャンペーンはオーウェンと「保守派」を追放することに劇的に成功した。
ダーウィンは自然選択の発見をウォレスに断りなく共同発表としたことを、手柄の横取りと受け止められることを畏れた。しかしウォレスはむしろその行為に満足し、ダーウィンを安心させた。自然選択以外は多くの点で意見を異にしていたにもかかわらず、ウォレスとダーウィンの友好的な関係は生涯続いた。しかし当事者以外でこの行為を誤解した者もおり、手柄を横取りしたという批判を避けることはできず、この形の批判は現在でも残存している。ダーウィンは後年、生活に困窮していたウォレスを助けるため、グラッドストン首相に年金下付を働きかけるなど支援を行っている。
『種の起源』は多くの言語に翻訳された。そしてハクスリーの講義に群がった様々な分野の次世代の研究者の関心を引きつけ、彼らの主要な科学のテキストとなった。ダーウィンの理論は当時の様々な運動に取り入れられ、大衆文化のカギとなった。ダーウィニズムという語は非常に広範な進化思想を含む用語となった。1863年のライエルの『Geological Evidences of the Antiquity of Man』は進化に批判的でダーウィンを落胆させたが、先史時代への大衆の関心を引いた。数週間後、ハクスリーの『自然における人間の位置』は解剖学的に人類は類人猿であることを示した。ヘンリー・ベイツは『アマゾン河の博物学者』で自然選択の経験的な証拠を提供した。友人たちの活動は1864年11月3日のダーウィンのコプリ・メダル受賞をもたらした。その日、ハクスリーは「科学の純粋さと自由、宗教的ドグマからの解放」を目指すXクラブの最初の会合を開いた。

### 人間の由来と性選択

1871年の雑誌に載ったダーウィンを揶揄する風刺画。

人生の最後の22年間も病気の度重なる発作に悩まされたが研究を継続した。理論の要約として『種の起源』を出版したが、しかし「巨大な本」の論争的な面については十分に述べていなかった。論争的な面とは他の動物からの人類の誕生と、ヒトの精神能力・高い社会性の原因についてである。さらにまだ有用ではないが装飾的な美しさを持つ生物の器官について説明していなかった。娘が病気にかかったときには実験中だった植物や家畜をおいて一緒に海沿いの保養地へ行き、そこで野生のランに興味を引かれた。これは美しい花がどのように昆虫をコントロールし他家受粉を確実にするのかについて革新的な研究へと繋がった。フジツボと同様に相同器官は異なる種で異なる機能を持つ。家に帰るとツタ植物で一杯の部屋で病に伏した。この頃ダーウィンを訪れた客はドイツでダーヴィニスムスを広げたエルンスト・ヘッケルも含まれた。ウォレスはますます心霊主義の方向にのめり込んでいったが、それでも強力な支持者のままだった。ダーウィンの「巨大な本」の最初の部分は大きな二巻本、『植物の変異』に増大した。そのため人類の進化と性選択に関して記述することができなくなった。彼は自然選択に関する第二のセクションを書いたが存命中には未発表のままだった。
ライエルは人類の先史時代について論じ、ハクスリーは解剖学的にヒトが類人猿であることを示した。1871年にダーウィンは『人の由来と性に関連した選択』で多数の証拠を提示して人間と動物の精神的、肉体的連続性を示し、ヒトは動物であると論じた。そしてクジャクの羽のような非実用的な動物の特徴を説明する性選択を提案し、ヒトの文化進化、性差、身体的・文化的な人種間の特徴を性選択によって説明し、同時にヒトは一つの種であると強調した。絵や図を多用した研究は拡張され、翌1872年には『人と動物の感情の表現』を出版した。これは写真を利用した初期の本の一冊で、人間の心理の進化と動物行動との連続性を論じた。どちらの本も人気があり、ダーウィンは自分の意見が一般に受け入れられたことに感動し「誰でも衝撃を受けることなくそれについて話している」と述べた。
そしてダーウィンはこう結論した。「人類とその高貴な特性、困窮している人への同情、人間にとどまらずささやかな生命さえも慈しむ心、神のような知性、太陽系の運動と法則への理解、あるいはそのような全ての高尚な力、[とともに]人間はその体の中に未だつつましい祖先の痕跡を残している」

### その他の研究

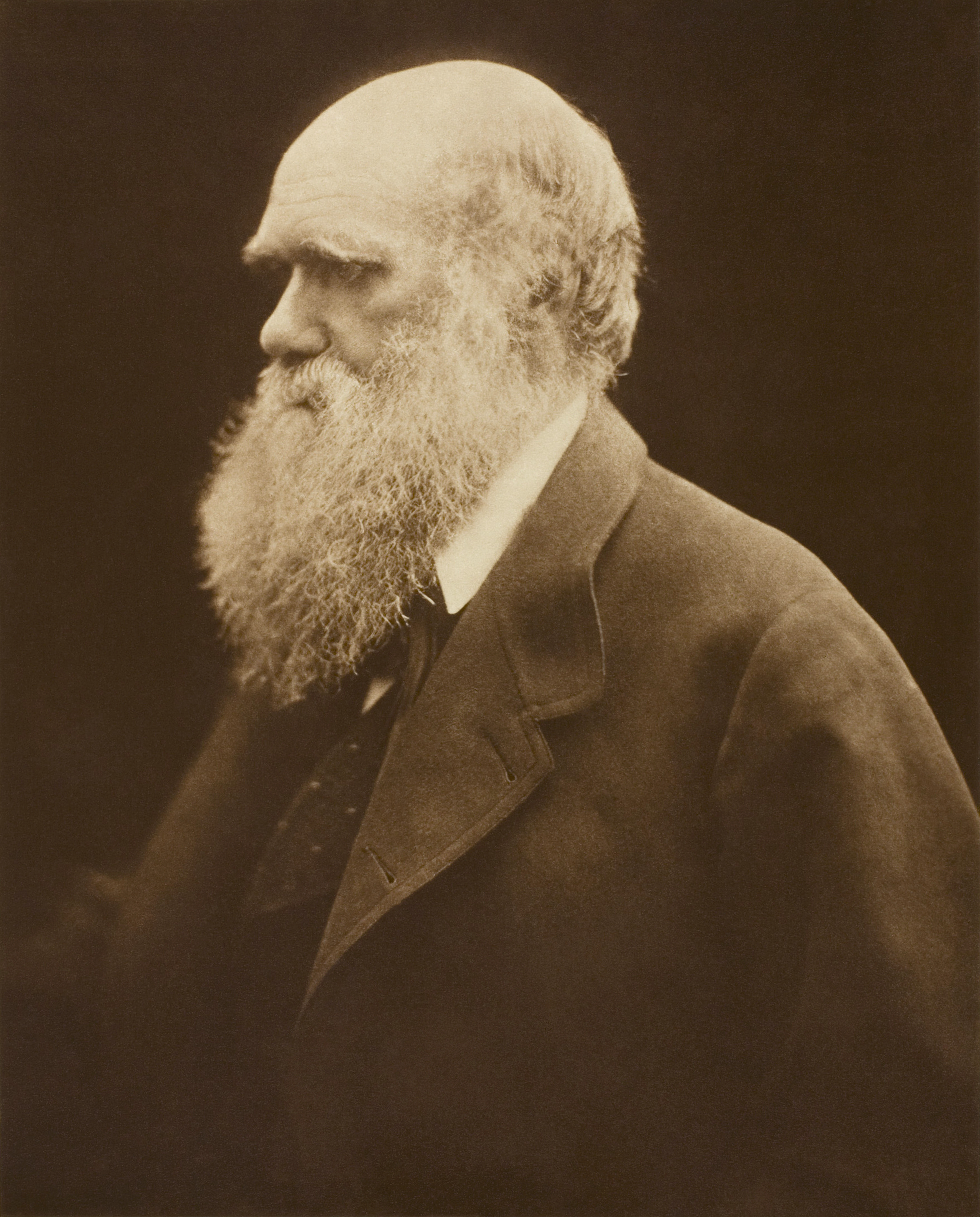
マーガレット・キャメロンによるポートレート（1868年）

フジツボの分類、珊瑚礁の形成と分化、ハトの飼育品種の改良、ミミズによる土壌形成の研究などでも業績を残している。これらの研究それぞれ単独でも生物学史上に名声を残すだけの成果を挙げているため、進化論の理論的構築がなくても生物学史上に名を残す著名な生物学者となったであろうとする評価もある。
『ビーグル号航海の地質学』の最初の巻「サンゴ礁の構造と分配」（1842年）では、多様な様式の珊瑚礁の成立要因を考察した沈降説を唱えた。これはダーウィンの死後たびたび掘削試験が行われたが、1952年に核実験に伴う大規模な掘削調査で得られたデータにより、ようやく仮説が正しかったことが確認された。フジツボの分類学研究によるモノグラフ（1851年）は、今日でもフジツボの分類学研究の基本文献となっている。
マダガスカルのラン科植物 Angraecum sesquipedale の花に特異に発達した長大な距の形状に着目し、その距の奥から蜜を吸い得る長い口吻を持つ昆虫がいるはずだと予想した（「昆虫によるランの受精についての論考」1862年）。ダーウィンの死後、この距の長さと同等の27cmの長さの口吻を持つスズメガ（キサントパンスズメガ）が発見された。こうした現象を引き起こす進化の様式は、今では共進化と呼ばれている。ヒトの由来についても、類人猿でヒトと近縁の種がアフリカにしか生息しないことから、アフリカで誕生したと予想した。これもダーウィンの死後にその予想が正しかったことが明らかになっている。
息子のフランシス・ダーウィンと共に、主にイネ科植物のクサヨシの幼葉鞘を用い、光屈性に関する研究を行った。幼葉鞘の先端で光を感知し、その刺激が下部に伝達されて屈曲を引き起こすと結論し、1880年に『The Power of movement in plants（植物の運動力）』と題した著書を記している。その後、他の研究者らにより、刺激を伝達する物質の研究が行われ、植物ホルモンの一つであるオーキシンの発見へとつながった。
ビーグル号航海から帰国してすぐに発表されたミミズの働きに関する小論は、当時はミミズにそれほどの力はないと考えられていたため、批判を受けたが、最後の著作『ミミズと土（ミミズの作用による肥沃土の形成及びミミズの習性の観察）』（1881年）では40年にわたる研究結果がまとめられている。これはややミミズの働きを誇張していると言われるものの、ミミズと土壌に関する明快な論文と言う面と、現在を研究することによっていかにして過去を知りうるかについての隠された論議という面を持っている。

### 晩年
1880年に兄エラズマスが闘病生活のすえ没すると、彼を慕っていたダーウィン一家は悲しみ、「頭が良く、慈愛に満ちた兄だった」と述べた。
年をとったダーウィンは次第に疲れやすくなったが、研究を止めることはなかった。特に家に残っていたフランシスと娘たち、使用人が研究を手伝った。晩年の楽しみはエマのピアノと小説の朗読で、特に古典よりも流行の小説を好んだ。彼の進化に関する実験と観察は、ツタ植物の運動、食虫植物、植物の自家受粉と他家受粉の影響、同種の花の多型、植物の運動能力にまで及んだ。1881年の最後の本では若い頃の関心に立ち戻り、ミミズが土壌形成に果たす役割を論じた。
1882年明けから心臓に痛みを覚えるようになり体がいっそう不自由になった。1882年4月19日に、ケント州ダウン村の自宅（ダウンハウス）で死去した。彼はダウン村のセントメアリー教会に葬られると考えていたが、同僚たちは科学の優位性を一般の人々に印象づける好機と見なした。フッカー、ハクスリー、ラボックといった友人たち、王立協会会長ウィリアム・スポティスウッド、フランシス・ゴルトンらは家族を説得し、報道機関に記事を書き、教会と王室、議会に働きかけた。ダーウィンは同年4月26日に国葬に付されウェストミンスター寺院に埋葬された。
妻エマは1896年にダウンで没し、先に亡くなった兄エラズマスと同じくダウンの墓地に葬られている。ニューヨーク・タイムズ紙はダーウィンの死去の特集記事で「進化論を発見したのではなく、アリストテレスの時代からあった生物の疑問を科学的に解決したのだ」と述べた。

## 家族と子孫

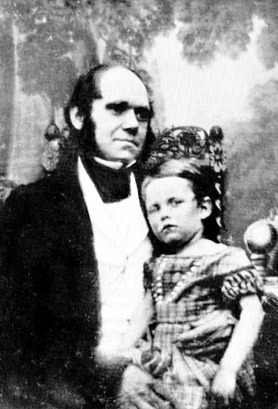
長男ウィリアムとの写真（1842年）。ウィリアムの幼児期の観察記録が、のちに『幼児の伝記的記述』として発表され、観察という研究法方法の古典として知られている。

ダーウィン家には、10人の子供がいた。ダーウィンは熱心な父で子供たちの面倒をよく見たが、そのうち2人は幼くして死亡。かねてより病弱だった長女アニーに（巷で）よく効くという水治療を受けさせるが治療の甲斐無く1851年に病に臥せったまま10歳で病死し、夫妻をひどく悲しませた。特に従姉を妻としていたので近親婚の弊害ではないかとひどくおそれ、最期の手段として水治療に縋った自分とその療法に落胆する。彼の息子のうちウィリアムは銀行家、ジョージ・ハワード・ダーウィンは天文学者、フランシス・ダーウィンは数学者、医者となった。ホリスは土木技師、実業家、そして1896年から1897年までケンブリッジ市長を務めた。彼らはそれぞれ王立協会の会員もつとめた。レオナルドは兄たちと異なる道を選んだ。軍人、政治家で優生学者でもあり、またロナルド・フィッシャーの親しい友人となった。ジョージの孫の孫に映画「ナルニア国物語」出演で有名な俳優のスキャンダー・ケインズがいる。この世を去るまで夫婦仲も睦まじく、子供らに対しても父チャールズなりの愛情で甲斐甲斐しく可愛がられ育てられ、子の内の一人によると「邪魔臭く感じるくらいに子供全員を分け隔てなく溺愛し子としてどう対処すれば良いのか分からず父子の関係にしばしば難渋していた、子供心には愛情を家族へ熱心に注ぐ父は風変わりに映った」と回想している。

## 社会思想
ダーウィンは当時の多くの人と同じように人種平等主義者ではなく、また女性は能力が劣るとも考えていた。しかし一般的な差別主義を共有してはいなかった。人種間の生物学的な差異は非常に小さいので、人種を異なる生物種と考えるべきではないと主張していた。奴隷制度に反対し、ビーグル号艦長のフィッツロイと衝突したのも奴隷制度に対する意見の相違だった。フィッツロイが「（奴隷たちが）現在の状態に満足していると答えた。だから彼らは奴隷でいて幸せなのだ」と言ったのに対し、「主人の前でそう言ったのだから、本心かどうか分からない」と答えフィッツロイの怒りを買った。ブラジルでは主人による奴隷虐待の場面に遭遇しており、ブラジルを出航するときに、奴隷虐待を二度と見ることがないのがうれしく、この国は二度と訪れないだろうと書き残している。帰国後には奴隷解放運動を支援した。
また「いわゆる人種を異なる種としてランク付けする」ことに反対し、被支配国の人々を虐待することに反対した。当時の作家は自然選択を自由放任主義の弱肉強食の資本主義、人種差別、戦争、植民地主義と帝国主義など様々なイデオロギーに用いた。しかしダーウィンの自然に対する全体論的な視点は「一つの存在の上に他が依存して存在する」であって、ピョートル・クロポトキンのような平和主義、社会主義、自由主義的な社会改革、無政府主義と協力の価値を協調した。ダーウィン自身は社会政策が単純に自然の中の選択と闘争の概念から導かれてはならないと主張した。「社会ダーウィニズム」と言う用語は1890年頃から使われ出したが、1940年代にリチャード・ホフスタッターがウィリアム・サムナーのような改革や社会主義に反対した自由放任の保守主義を攻撃するために使い出すと軽蔑的な意味合いを持つようになった。それ以来、彼らが進化から導き出される道徳的結論と考えることに対して用いられる罵倒語となった。
ダーウィンの言葉として「最も強い者が⽣き残るのではなく最も賢い者が⽣き延びるのでもない。 唯⼀⽣き残ることが出来るのは変化できる者である。」という言葉が紹介されることがあるが、ダーウィン自身の発言や『種の起源』に該当する言葉はなく、経営学者メギンソンの解釈が流布したものである。

### 優生学
ダーウィンは従弟のフランシス・ゴルトンの1865年の議論に興味を覚えた。ゴルトンは遺伝の統計分析が道徳や精神的能力は遺伝することを明らかにし、動物の品種改良の原則は人間に応用できると主張した。『人間の由来』でダーウィンは弱い者が生きて家族を持つことは自然選択の利益を失うことになると指摘したが、弱者への援助を控えることはわれわれの同情の本能を危険にさらすと警告した。彼は人の共感能力や道徳心も自然選択によって形作られたと考え、現代でも道徳心が薄い人間は成功できないではないかと述べた。またダーウィンにとって教育はより重要だった。
ゴルトンが研究を出版し、「生まれつき能力がある人」の中で近親婚を推奨したとき、ダーウィンは実際的な困難を予想して「唯一実現可能な人種の改善計画だが、まだ夢想的だと恐れる」と述べ、単に遺伝の重要性を公表して個人に決定を任せる方を好んだ。ダーウィンの死後1883年にゴルトンはこの考えを優生学と名付け、同時に生物測定学を発展させた。自然選択説がメンデル遺伝学によって一時的に失墜していたとき優生学運動は広範囲にひろがった。ベルギー、ブラジル、カナダ、スウェーデン、アメリカ合衆国を含むいくつかの国で断種法の強制となった。特にナチの優生学はダーウィンのアイディアの信用を傷つけた。

### 社会ダーウィニズム
道徳や社会正義に関する概念を記述的にのべることは倫理的な「である－べきである」の問題を引き起こす。トマス・マルサスは資源供給を超えた人口増加が破綻をもたらすと主張した。これは1830年代に収容所や自由放任経済が正当化されるのに用いられた。進化は社会的含みがあると見なされていた。ハーバート・スペンサーの1851年の本『社会静学』は人間の自由と個人の解放のアイディアの基盤にラマルク的進化の概念を用いた。ダーウィンの進化理論は「説明」の問題だった。ダーウィンは「ある動物が他の動物よりも高等だと言うのは不合理だ」と考え、進化は進歩ではなく目的もないと見なしたが、『種の起源』の出版のすぐあとから批判者は「生存のための努力」というダーウィンの説明をイギリス産業の資本主義をマルサス主義的に正当化するつもりだと言ってあざけった。ダーウィニズムという用語は自由市場の発展に関する「適者生存」と言う概念、エルンスト・ヘッケルの人種差別的な進化観など他の多くの進化に関する思想に使われた。

## 宗教観

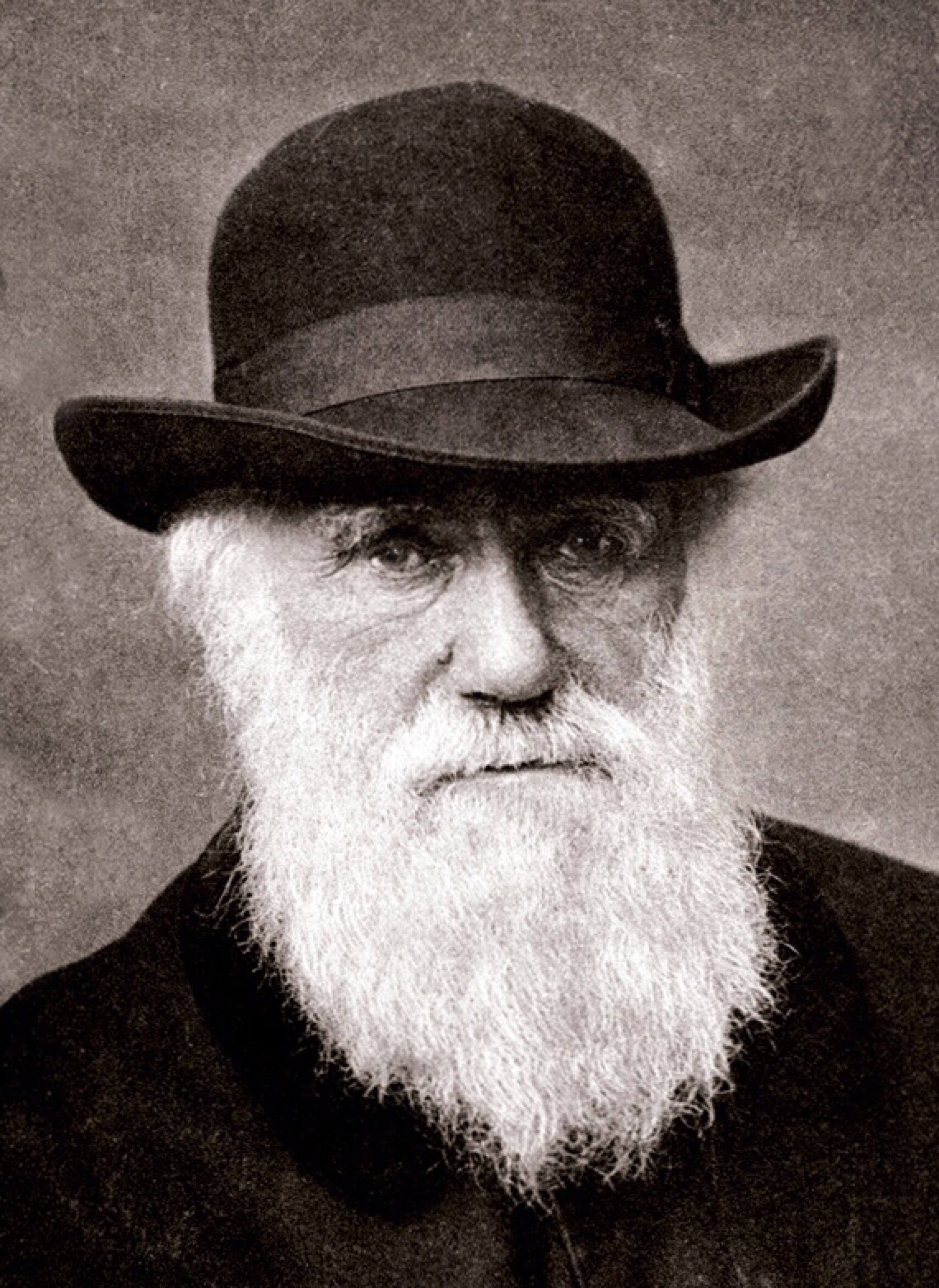
1880年の肖像写真。晩年まで研究を続け、進化理論だけでなく自然科学の幅広い分野に影響を与えた。

典型的な手紙魔だったダーウィンは生涯で2000人と手紙による意見交換をし、そのうち約200人が聖職者だった。決して生物に対する神学的な見解を否定したわけではなかったが、しかしもっとも愛した長女アン・エリザベス（アニー）が献身的な介護の甲斐無く死ぬと、元来信仰心が薄かったダーウィンは「死は神や罪とは関係なく、自然現象の一つである」と確信した。
ダーウィンの家庭は英国国教会を受け入れておらず、そのうえ祖父、父、兄は自由思想家だったが、ダーウィン自身は聖書の無誤性を疑わなかった。英国国教会系の学校に通い、聖職者になるためにケンブリッジで神学を学んだ。ウィリアム・ペイリーの自然のデザインは神の存在の証明であるという自然神学を確信していた。しかしビーグル号航海の間に疑いを持ち始めた。例えばなぜ深海プランクトンは誰もそれらを目にすることがないのに創造されたのか？イモムシをマヒさせ、生きたまま子どもに食べさせる寄生バチのような存在がペイリーの慈しみ深いデザイン論といったいどのように調和するのか？
彼はしばらく正統な信仰を持ちつづけ、道徳の根拠として聖書を引用したが、旧約聖書が述べる歴史には批判的だった。種の変化を調査しているとき博物学の友人たちがそのような考えを、神授的な社会秩序をむしばむ恐るべき異教で、英国国教会の特権的な地位を批判するための反国教会主義者か無神論者による急進的な主張の一種だ、と考えていることを知っていた。ダーウィンは宗教を民族の生き残り戦略であると書いたが、まだ神が究極的な法則の決定者であると思っていた。しかし1851年のアニーの死は失われつつあったキリスト教信仰への終わりを意味した。地元の教会の人々とともに教区の仕事を手伝い続けたが、家族が日曜日に教会に通う間は散歩に出かけた。そのころには痛みや苦しみを神の直接的な干渉と考えるよりも、一般的な自然法則の結果と考える方がよいと思っていた。1870年代に親族に向けて書かれた『自伝』では宗教と信仰を痛烈に批判している。このセクションは『自伝』が出版されるときにエマと息子のフランシスによって削除された。1958年に孫娘ノラ・バーロウによって出版された新しい版では削除された全てのセクションが元通りおさめられている。1879年に書かれた書簡では、自分はもっとも極端な考えに触れた時であっても神の存在を否定すると言う意味における無神論ではなく、「不可知論が私の心をもっともよく表す」と述べている。晩年のダーウィンの友は、敵対者からの批判に疲れ、信仰と科学の間で揺れるダーウィンの遅疑逡巡を回想している。またその当時のダーウィンは、進化論という名称が含む意味合いの一人歩きや、自然選択説を唯物論的に捉えようとする一部の自身の支持者の動きについて、非常に嫌悪感を示すようになっている。
1915年に出版された『ホープ夫人物語』はダーウィンが死の床で信仰を取り戻したと主張した。ダーウィンの最期の日々をともに送った娘ヘンリエッタは、そのような人は見舞いに来ていないし会ったこともないと述べた。彼の最期の言葉は妻に向けられた。「お前がずっとよい妻だったと覚えていなさい」

## 記念
ダーウィンの生涯を通して多くの生物種と地名が彼にちなんで名付けられた。アンデス山脈のダーウィン山は25回目の誕生日を祝して名付けられた。ビーグル号が1839年に第三回目の航海でオーストラリア北岸を調査していたとき、友人の船乗りジョン・ロート・ストークスが発見した湾はポート・ダーウィンと名付けられた。その付近に作られたパーマストン入植地は1911年に正式にダーウィンと改名された。ガラパゴス諸島で発見したフィンチ類は1947年のデイビッド・ラックの著書によってダーウィンフィンチとしてよく知られるようになった。もっともダーウィンフィンチはフィンチ類よりもアメリカフウキンチョウかホオジロに近縁である。1832年にダーウィンがアルゼンチンのティエラ・デル・フエゴで発見した子嚢菌門のキノコには彼にちなんで Cyttaria darwinii と命名されている。
1992年にマイケル・ハーストの「史上もっとも影響力があった人物」の16位にランクされた。BBCの後援によって行われた2004年のイギリスの調査で、「もっとも偉大なイギリス人」の4位に選ばれた。2000年にはチャールズ・ディケンズに代わって10ポンド貨幣のモデルとなった。ロンドン王立協会は優れた進化生物学者に1892年以降2年に一度ダーウィン・メダルを授与する。ロンドン・リンネ学会は1908年以降ダーウィン＝ウォレス・メダルを授与している。ダーウィン賞は「自身を取り除くことによって我々の遺伝子プールを改善した」個人に与えられるユーモアの賞である。
- ダルウィノプテルス ‐「ダーウィンの翼」を意味し、チャールズ・ダーウィンの著書『種の起源』の出版150周年を記念して命名された翼竜[22]。

### 人生を描いたドキュメンタリー
- ダーウィンの悪夢 - ドキュメンタリー映画
- 『クリエイション ダーウィンの幻想』 - ダーウィンが「種の起源」を著すまでを描いた映画

### 2009年記念
ダーウィンの誕生200周年と『種の起源』出版150周年記念の催しが世界中で行われた。「ダーウィン展」はアメリカ自然史博物館で開催したあとにボストン、シカゴ、カナダのトロントで行われ、イギリスでは“ダーウィン200プロジェクト”の一環として2008年から2009年にかけて行われた。日本では2008年に東京、大阪などで行われた。関連書籍も多く出された。
ケンブリッジ大学は2009年7月にフェスティバルを開催。イギリスでは2ポンド記念硬貨が発行された。2008年9月に英国国教会は「あなたを誤解し、最初の我々の反応が誤りだったためにまだ他の人々があなたを誤解していることに対して」謝罪する意思を表明した。

## 著作類
著書
- 1829–1832. [Records of captured insects, in] Stephens, J. F., Illustrations of British entomology [23]
- 1835: Extracts from Letters to Henslow (read at a meeting of the Cambridge Philosophical Society on 16 November 1835, with comments by John Stevens Henslow and Adam Sedgwick, and printed for private distribution dated 1 December 1835.[24] Selected remarks had been read by Sedgwick to the Geological Society of London on 18 November 1835, and these were summarised in Proceedings of the Geological Society published in 1836.[25] Further extracts were published in the Entomological Magazine and, with a review, in the Magazine of natural history.[24] A reprint was issued in 1960, again for private distribution)
- 1836: A LETTER, Containing Remarks on the Moral State of TAHITI, NEW ZEALAND, &c. – BY CAPT. R. FITZROY AND C. DARWIN, ESQ. OF H.M.S. 'Beagle.'[26]
- 1838-43: Zoology of the Voyage of H.M.S. Beagle:  published between 1839 and 1843 in five Parts (and nineteen numbers) by various authors, edited and superintended by Charles Darwin, who contributed sections to two of the Parts:
  - 1838: Part 1 No. 1 Fossil Mammalia, by Richard Owen (Preface and Geological introduction by Darwin)
  - 1838: Part 2 No. 1 Mammalia, by George R. Waterhouse (Geographical introduction and A notice of their habits and ranges by Darwin)
- 1839: Journal and Remarks (The Voyage of the Beagle〈ビーグル号航海記〉)
- 1842: The Structure and Distribution of Coral Reefs
- 1844: Geological Observations on the Volcanic Islands visited during the voyage of H.M.S. Beagle
- 1846: Geological Observations on South America
- 1849: Geology from A Manual of scientific enquiry; prepared for the use of Her Majesty's Navy: and adapted for travellers in general., John F.W. Herschel ed.
- 1851: A Monograph of the Sub-class Cirripedia, with Figures of all the Species. The Lepadidae; or, Pedunculated Cirripedes.
- 1851: A Monograph on the Fossil Lepadidae, or, Pedunculated Cirripedes of Great Britain
- 1854: A Monograph of the Sub-class Cirripedia, with Figures of all the Species. The Balanidae (or Sessile Cirripedes); the Verrucidae, etc.
- 1854: A Monograph on the Fossil Balanidæ and Verrucidæ of Great Britain
- 1858: On the Tendency of Species to form Varieties; and on the Perpetuation of Varieties and Species by Natural Means of Selection (Extract from an unpublished Work on Species)
- 1859: On the Origin of Species by Means of Natural Selection, or the Preservation of Favoured Races in the Struggle for Life
- 1862: On the various contrivances by which British and foreign orchids are fertilised by insects|Fertilisation of Orchids|On the various contrivances by which British and foreign orchids are fertilised by insects
- 1865: The Movements and Habits of Climbing Plants (Linnean Society paper, published in book form in 1875)
- 1868: The Variation of Animals and Plants under Domestication
- 1871: The Descent of Man, and Selection in Relation to Sex
- 1872: The Expression of Emotions in Man and Animals
- 1875: Insectivorous Plants
- 1876: en:The Effects of Cross and Self Fertilisation in the Vegetable Kingdom
- 1877: The Different Forms of Flowers on Plants of the Same Species
- 1879: "Preface and 'a preliminary notice'" in Ernst Krause's Erasmus Darwin
- 1880: The Power of Movement in Plants
- 1881: The Formation of Vegetable Mould through the Action of Worms

自伝
- 1887: Autobiography of Charles Darwin (Edited by his son Francis Darwin)
- 1958: Autobiography of Charles Darwin (Barlow, unexpurgated)

書簡（手紙）
- 1887: Life and Letters of Charles Darwin, (ed. Francis Darwin)
- 1903: More Letters of Charles Darwin, (ed. Francis Darwin and A.C. Seward)
- Correspondence of Charles Darwin

## 著作(主な日本語訳)
- 『種の起原』〈上・下〉、八杉龍一訳、岩波文庫、1990年。ISBN 4003391241 & ISBN 400339125X
  - 『図説 種の起源』 リチャード・リーキー編、吉岡晶子訳、東京書籍、1997年
  - 『種の起原 第6版』 堀伸夫・堀大才訳、朝倉書店、2009年
  - 『種の起源』〈上・下〉 渡辺政隆訳、光文社古典新訳文庫、2009年。ISBN 4334751903 & ISBN 4334751962
- 『ビーグル号航海記』〈上・中・下〉 島地威雄訳、岩波文庫、初版1959年-1961年
度々再刊：ISBN 4003391217 & ISBN 4003391225 & ISBN 4003391233
  - 『ビーグル号世界周航記 ダーウィンは何をみたか』、荒川秀俊訳
築地書館、1979年（改訂版）／講談社学術文庫、2010年。ISBN 4062919818
  - 『新訳 ビーグル号航海記』〈上・下〉、荒俣宏訳、平凡社、2013年
    - 『完訳 ビーグル号航海記』〈上・下〉、平凡社ライブラリー、2024年。ISBN 458276908X & ISBN 458276973X
- 『ミミズと土』 渡辺弘之訳、平凡社ライブラリー、1994年。ISBN 4582760562
- 『ミミズによる腐植土の形成』 渡辺政隆訳、光文社古典新訳文庫、2020年。ISBN 4334754287
- 『ダーウィン自伝』 八杉龍一・江上生子訳、ちくま学芸文庫（改訳版）、2000年。ISBN 4480085580
- 『ダーウィン著作集1・2 人間の進化と性淘汰Ⅰ・Ⅱ』 長谷川眞理子訳、文一総合出版、1999年-2000年
  - 『人間の由来』〈上・下、改訳版〉講談社学術文庫、2016年。ISBN 406292370X & ISBN 4062923718
- 『ダーウィン著作集3 植物の受精』 矢原徹一訳、文一総合出版、2000年。ISBN 4829901233
- 『よじのぼり植物―その運動と習性』 渡辺仁訳、森北出版、1991年、新版2009年。ISBN 4627260792
- 『人及び動物の表情について（英語版）』 濱中濱太郎譯、岩波文庫、初版1931年（復刊1991年）ISBN 4003391276
- 『育成動植物の趨異』ダーヰン、阿部余四男譯、岩波書店〈1・2〉、1937年。